# Taiwanomyia szechwanensis
Taiwanomyia szechwanensis là một loài ruồi trong họ Limoniidae. Chúng phân bố ở miền Cổ bắc.